# Andrzej Szejna
Andrzej Jan Szejna (ur. 28 kwietnia 1973 w Końskich) – polski polityk i prawnik, podsekretarz stanu w Ministerstwie Gospodarki, Pracy i Polityki Społecznej (2003–2004), podsekretarz stanu w Urzędzie Komitetu Integracji Europejskiej (2004), poseł do Parlamentu Europejskiego VI kadencji (2004–2009), poseł na Sejm IX i X kadencji (od 2019), wiceprzewodniczący Nowej Lewicy (od 2021), sekretarz stanu w Ministerstwie Spraw Zagranicznych (2023–2025).

## Życiorys
W 1996 ukończył studia w Szkole Głównej Handlowej (finanse i bankowość), a w 1997 na Uniwersytecie Warszawskim (prawo). Od czerwca do sierpnia 1996 był stypendystą na Uniwersytecie Ekonomicznym w Wiedniu. Odbył aplikację w Okręgowej Izbie Radców Prawnych w Warszawie, uzyskując uprawnienia radcy prawnego. W 2023 został wpisany na listę adwokatów (jako adwokat niewykonujący zawodu).
W latach 1997–1999 był przewodniczącym Parlamentu Studentów Rzeczypospolitej Polskiej, wchodził w skład Prezydium Rady Głównej Szkolnictwa Wyższego. Był członkiem komisji ds. kredytów i pożyczek studenckich przy MEN. W wyborach samorządowych w 1998 bezskutecznie kandydował do rady powiatu warszawskiego z listy Unii Wolności (nie należąc do tej partii).
Od 1995 do 1997 zajmował stanowisko pełnomocnika rektora SGH, był w tym okresie asystentem stażystą w Katedrze Prawa Międzynarodowego SGH. W latach 1997–2000 pełnił funkcję wiceprezesa zarządu Fundacji SGH. W lutym 2000 został nauczycielem akademickim, a w lipcu 2001 prodziekanem Wydziału Stosunków Międzynarodowych Wyższej Szkoły Ubezpieczeń i Bankowości w Warszawie.
Wstąpił do Sojuszu Lewicy Demokratycznej, zasiadł w radzie krajowej i w zarządzie krajowym tej partii. Był do 2003 członkiem krajowego komitetu wykonawczego SLD i krajowym pełnomocnikiem Koalicyjnego Komitetu Wyborczego SLD-UP w 2002. W 2000 podczas kampanii prezydenckiej pracował w sztabie wyborczym Aleksandra Kwaśniewskiego, odpowiadając za obsługę prawną. W 2012 objął funkcję przewodniczącego SLD w województwie świętokrzyskim.
W latach 2002–2003 był wiceprzewodniczącym, a następnie przewodniczącym rady nadzorczej II NFI. Pełnił funkcję doradcy Wiesława Ciesielskiego, wiceministra w Ministerstwie Finansów (2001–2003). Od kwietnia 2003 do stycznia 2004 zajmował stanowisko podsekretarza stanu w Ministerstwie Gospodarki, Pracy i Polityki Społecznej, następnie do kwietnia 2004 był wiceprezesem w Polskiej Agencji Informacji i Inwestycji Zagranicznych. Od kwietnia do czerwca tego samego roku pełnił funkcję podsekretarza stanu ds. europejskich w Urzędzie Komitetu Integracji Europejskiej.
W czerwcu 2004 został wybrany na posła do Parlamentu Europejskiego. Do 2007 pełnił w PE funkcję wiceprzewodniczącego Komisji Stanowienia Prawa, był też m.in. członkiem Delegacji do spraw stosunków z Białorusią i Izraelem. Zasiadał w Grupie Socjalistycznej w Parlamencie Europejskim, kierował delegacją polską w tej frakcji. W 2009 i 2014 bez powodzenia ubiegał się o ponowny wybór. W wyborach parlamentarnych w 2015 również bezskutecznie kandydował natomiast do Sejmu jako lider świętokrzyskiej listy wyborczej Zjednoczonej Lewicy. W styczniu 2016 został wiceprzewodniczącym SLD.
Objął funkcję wiceprezesa Fundacji im. Józefa Oleksego. W 2018 z listy komitetu SLD Lewica Razem bezskutecznie kandydował do sejmiku świętokrzyskiego, a w 2019 z listy Koalicji Europejskiej ponownie startował bez powodzenia do PE.
W wyborach parlamentarnych w tym samym roku z ramienia SLD uzyskał mandat posła na Sejm IX kadencji z okręgu kieleckiego, otrzymując 24 337 głosów. W Sejmie został członkiem Komisji Spraw Zagranicznych, Komisji Ustawodawczej, Komisji Nadzwyczajnej do spraw zmian w kodyfikacjach, wiceprzewodniczącym Podkomisji stałej do spraw nowelizacji prawa cywilnego oraz wiceprzewodniczącym delegacji polskiego parlamentu do Zgromadzenia Parlamentarnego Rady Europy. W październiku 2021 powołany na wiceprzewodniczącego Nowej Lewicy. Zasiadł w Radzie Fundacji Aleksandra Kwaśniewskiego „Amicus Europae”, w 2022 został wiceprzewodniczącym Partii Europejskich Socjalistów. W wyborach w 2023 z powodzeniem ubiegał się o poselską reelekcję (z wynikiem 17 961 głosów). 21 grudnia 2023 został powołany na stanowisko sekretarza stanu w Ministerstwie Spraw Zagranicznych. W zakres jego kompetencji weszły: koordynacja problematyki afrykańskiej i bliskowschodniej oraz reprezentowanie ministra SZ w posiedzeniach Komitetu Stałego Rady Ministrów, pracach Zespołu do Spraw Programowania Prac Rządu, Komitetu Rady Ministrów do spraw Cyfryzacji, a także w relacjach z organizacjami przedsiębiorców. W wyborach w 2024 bez powodzenia ubiegał się o mandat posła do PE; kandydując z pierwszego miejsca na liście Lewicy w okręgu nr 10, uzyskał 22 854 głosy. W związku z kontrowersjami dotyczącymi medialnych doniesień o nadużywaniu alkoholu oraz w związku z postępowaniem prokuratorskim dotyczącym nieprawidłowości przy rozliczaniu tzw. kilometrówek pod koniec marca 2025 został wysłany na urlop wypoczynkowy. 31 lipca 2025 zakończył pełnienie funkcji wiceministra spraw zagranicznych.

## Życie prywatne
Syn Bogdana i Bogusławy. Żonaty z urzędniczką Sylwią Szejną, z którą ma dwoje dzieci: Aurelię oraz Juliusza.
Deklaruje znajomość języka angielskiego, francuskiego i niemieckiego.